# Silvia Meseguer
Silvia Meseguer Bellido (Alcañiz, 12 marzo 1989) è un'ex calciatrice spagnola, di ruolo centrocampista.

## Carriera

### Nazionale
Sonia Bermúdez viene convocata nella nazionale spagnola Under-19 debuttando in una competizione ufficiale UEFA il 27 aprile 2006, nella partita vinta 7-0 con le pari età della Grecia in occasione del secondo turno di qualificazione all'edizione 2006 del Campionato europeo di categoria. In incontri per i campionati UEFA con la maglia delle Furie rosse U-19 totalizzerà 16 presenze realizzando 5 reti.
Nel 2008 viene selezionata per vestire la maglia della nazionale maggiore durante le qualificazioni all'Europeo di Finlandia 2009, debuttando all'Estadio Ruta de la Plata di Zamora il 2 ottobre di quell'anno durante la partita pareggiata 2-2 con le avversarie dell'Inghilterra.
Nel giugno 2013 il commissario tecnico della nazionale Ignacio Quereda la inserisce in rosa per Svezia 2013. Meseguer gioca tutte le partite da titolare fino all'incontro perso 3-1 contro la Norvegia nei quarti di finale.
Viene nuovamente convocata alle partite di qualificazione ai Mondiali di Canada 2015 contribuendo ad ottenere al termine del torneo la storica qualificazione della Spagna a un Mondiale femminile.
Il nuovo responsabile tecnico della nazionale, Jorge Vilda, la inserisce in rosa nella formazione chiamata a partecipare all'edizione 2017 dell'Algarve Cup, prima volta della Spagna invitata al torneo. Nella partita inaugurale de gruppo B sigla al 59' la rete del parziale 1-0 sulle avversarie del Giappone, incontro poi vinto per 2-1. Con le compagne festeggia la vittoria della coppa al termine della finale dell'8 marzo allo Stadio Algarve di Faro dove la Spagna supera per 1-0 il Canada.

## Palmarès

### Club
- Campionato spagnolo: 3

Atlético Madrid: 2016-2017, 2017-2018, 2018-2019
- Coppa della Regina: 4

Espanyol: 2009, 2010, 2012
Atlético Madrid: 2016
- Supercoppa spagnola: 1

Atlético Madrid: 2021

### Nazionale
- Algarve Cup: 1

2017